# Mongoloraphidia zhiltzovae
Mongoloraphidia zhiltzovae är en halssländeart som först beskrevs av H. Aspöck och U. Aspöck 1970.  Mongoloraphidia zhiltzovae ingår i släktet Mongoloraphidia och familjen ormhalssländor. Inga underarter finns listade i Catalogue of Life.